# Monetazione bresciana
Per monetazione bresciana si intende è l'attività di produzione autonoma di monete pertinente alla città di Brescia. Infatti, fin dall'VIII secolo, durante il periodo longobardo, fu attiva in città una zecca autonoma, allora tra le più importanti del regno. L'attività di conio fu poi ripresa durante l'età comunale, quando vennero promossi a più riprese denari, come quelli effigianti l'imperatore Federico I Barbarossa. L'ultimo periodo di esistenza certa di una zecca autonoma è riscontrabile durante la dominazione Malatestiana della città, con le monete intitolate a Pandolfo III Malatesta.

## Storia

### Presunta zecca d'età gallica e monete
Nonostante le supposizioni avanzate in merito da Gian Paolo Bognetti, non si è in grado di avvalorare l'ipotesi secondo cui la Brescia d'età cenomane, allora capitale del regno, avrebbe coniato moneta propria e dunque potesse disporre di una zecca autonoma.

### La zecca longobarda e la fase altomedievale
La più antica zecca della città di Brescia, o perlomeno la più antica di cui si abbia traccia, fu fondata invece da re Desiderio, ultimo re dei Longobardi, durante il suo ventennale regno in cui Brescia rivestì importanza primaria. In ogni caso egli promosse, almeno inizialmente,  esemplari simili ai suoi predecessori e rappresentanti al diritto il monogramma e al rovescio appunto la figura di san Michele, tipologia per Desiderio nota da un solo esemplare rinvenuto nel ripostiglio di Mezzomerico, in provincia di Novara.
Ad un certo punto del suo regno, tuttavia, egli fu promotore di un decentramento della monetazione rispetto alle zecche usuali e varò una vera e propria riforma monetaria accompagnata dalla promozione della tipologia del tremisse 'stellato'. A tal proposito è da segnalare la tipologia di un tremisse proveniente dalla zecca della città di Brescia: l'unico esemplare sopravvissuto di questa moneta, di proprietà dei Musei Civici di Arte e Storia, ha un peso di 1,04 grammi e un diametro di 17,5 millimetri, andando in tal modo ad annoverare nel quadro delle cosiddette città Flaviae anche la stessa Brescia. Questa moneta, che costituisce la più antica prova di una zecca situata in città, presenta al diritto la legenda +FL.AVIABREXIA intorno a un fiore o una stella, il tutto inscritto in un cerchio lineare; al rovescio, invece, presenta la legenda +DNDESIDERXRX ("dn" e "rx" sono in nesso) contornata una croce greca potenziata.